# Сангушко, Павел Франтишек Роман
Князь Павел Сангушко (Павел Франтишек Роман Сангушко (пол. Paweł Franciszek Roman Sanguszko, род. 16 января 1973 года) — польский аристократ и бизнесмен. Президент Дома Сангушек польской культуры в Сан-Паулу.

## Биография
Представитель польско-литовского княжеского рода Сангушко герба «Погоня». Единственный сын князя Петра Антония Самуила Сангушко (1937—1989) и французской аристократки Клавдии Анны Елизаветы де Руа (род. 1939), внук князя Романа Владислава Антония Сангушко (1901—1984), правнук князя Евстахия Станислава Сангушко (1842—1903), австрийского наместника Галиции и Лодомерии.
В настоящее время Павел Сангушко — единственный мужской представитель княжеского рода Сангушко.
Родился и вырос в городе Сан-Паулу (Бразилия), делит свою жизнь между Южной Америкой и Францией, родиной матери. После политических перемен 1989 года Павел Сангушко через какое-то время посещал родину своих предков — Польшу. Пытался урегулировать юридические вопросы, связанные с имуществом своей семьи после Второй мировой войны. Установил ряд контактов в Польше, получив звание почетного гражданина Тарнува (присвоен в 1990-х, а получил в 1993 году).
В 2002 году князь передал Библиотеке Ягеллонского университета в Кракове собрание книг рода Сангушек (укр.).
8 марта 2005 года Президент Польши Александр Квасьневский наградил князя Павла Сангушка за выдающиеся заслуги крестом ордена «Орден Заслуг перед Республикой Польша».
В августе 2006 года Павел Сангушко вместе со своей матерью посетил бывшие владения своего рода на Украине, в частности Подгорецкий замок и руины дворца в Изяславе.
8 ноября 2006 года в королевском замке в Варшаве князь Павел Сангушко получил титул «Мецената Культуры» как лауреат конкурса «Меценат Культуры 2006 года», организованного министром культуры и национального наследия Казимежем Михалом Уяздовским (польск.).
12 июня 2008 года князь Павел Сангушко получил новый паспорт из рук президента Тарнува Рышарда Сцигалы (польск.).

## Семья
В 2010 году князь Павел Сангушко вступил в брак с Севериной Лалонго (дочерью итальянского банкира и итальянской аристократки — маркизы де Бельвиль). 27 апреля в Монако состоялся гражданский брак, а 8 мая в часовне замка Гайфонтен в Нормандии (Франция) — церковный обряд. По этому случаю католическая церковь провела мессу за молодую пару в капуцинском костёле в Люблине и в приходском костёле в Тарнуве. Муж и жена получили благословение от Папы Римского Бенедикта XVI.
17 сентября 2010 года в их семье родилась дочь — Олимпия Сангушко.